# 9-Hidroxiantraceno
9-Hidroxiantraceno ou antracen-9-ol é o composto orgânico aromático, fenol do antraceno de fórmula C14H10O e massa molecular 194,22982. É o derivado hidroxilado na posição 9 do antraceno. É classificado com o número CAS 529-86-2 e CBNumber CB21407817.
Tem um derivado sulfonado, de alguma aplicação industrial, que é o ácido 9-hidroxiantraceno-2-sulfônico.